# ユージン・カスペルスキー
ユージン・カスペルスキー（通称英語表記：Eugene Kaspersky）または、エフゲニー・ヴァレンチノヴィチ・カスペルスキー（ロシア語: Евгений Валентинович Касперский, ラテン文字転写: Yevgeniy Valentinovich Kasperskiy、1965年10月4日 - ）は、ロシアの情報工学者、実業家。ノヴォロシースク出身。
情報セキュリティ分野における世界有数のエキスパートのひとりで、1980年代にアンチウイルス技術の開発を始め、1997年に同僚たちとグローバルIT企業Kaspersky Labを創業し現在に至る。同社の活動は現在およそ200か国にわたり、世界30地域にオフィスを構える。

## 経歴
ソビエト連邦ロシア・ソビエト連邦社会主義共和国ノヴォロシースク出身。子供の時から数学への関心を持ち、高校在学中には通常授業と別にモスクワ物理工科大学が主催するハイレベルな数学と物理学の課外授業を受講している。後に数学のコンテストで入賞してモスクワ大学のコルモゴロフ先進科学教育センターが才能ある学生向けに主催していた特別教育プログラムに選抜されている。コムソモールのメンバーにもなった
1987年、KGB技術アカデミーで数学・暗号理論・計算機科学・数理工学などを専攻して卒業した。現在同校はロシア連邦で連邦保安庁付属暗号理論・通信工学・計算機科学アカデミーとして存続している
。

## 職歴
卒業後は、複合研究機関に勤務。1989年、Cascade ウイルスを検知したときからコンピューターウイルス の研究を始める。このウイルスを分析し、駆除用ユーティリティを開発。これが、彼の開発した最初のアンチウイルス ユーティリティとなる。Cascadeは、現在Kaspersky Lab Antivirus Databaseとして知られる定義データベースに登録された最初のウイルスである。現在、この定義データベースには1億以上のマルウェア・サンプルが登録されている。
1991年、KAMI情報技術センターに入社。Anti-Virus Toolkit Pro (AVP) 開発のスモールプロジェクトを率いる。このAVPが、後のKaspersky Anti-Virusのプロトタイプとなる。ここでは、いくつか画期的な試みをみせた。たとえば、定義データベースとソフトウェアの分離は現在の業界標準だが、AVPは定義データベースからソフトウェアそのものを切り離した世界初のアンチウイルス ソフトウェアであった。カスペルスキーはまた、AVPにグラフィカルユーザインタフェースを持たせたが、これも世界で初めての試みであった。
1992年、プロジェクト チームは最初の本格的な製品、AVP 1.0をリリース。1994年、同製品はハンブルク大学のテストラボが主催する比較テストにおいて、当時最も人気の高かったいくつかのアンチウイルスプログラムを上回るウイルス検知率を示し、トップの成績を収める。これが、AVPの国際的認知につながった。
これをきっかけに、プロジェクトチームの培ってきた専門知識が外国のIT企業にライセンスされることとなる。現在もKaspersky Labの技術は80以上の企業にライセンスされている。
1997年、同僚たちと共にKaspersky Labを創立。当初、カスペルスキーは自身の名前を冠することに消極的であったが、共同創立者であり元妻のナターリア・カスペルスキーの説得に最終的に応じる。2000年、AVPは「Kaspersky Anti-Virus」に改名された。
会社創立当時以来、ユージン・カスペルスキーは同社のアンチウイルス研究の先頭に立っていたが、2007年、同社のCEOに就任する。
現在、カスペルスキーは同社の戦略的マネジメントに集中している。世界中で開催される主要なカンファレンスおよび展示会に足を運び、上流レベルの会議やパートナーカンファレンスに出席し、各種国際メディアの取材を受けるなど、世界中を飛び回っている。世界最大の株式非公開企業のCEOであるだけでなく、技術者としての知識と経験を豊富に備えていることから、世界各国で開催されるさまざまなイベントにおいて、重要なインフルエンサーと目されている。
カスペルスキーの執務室は同社のトップエキスパートが集まるGlobal Research and Analysis Team (GReAT)の部屋と隣り合っている。また、Kaspersky Lab本部の中枢であるウイルスラボからも数メートルの位置である。カスペルスキーは自身を技術のスペシャリストと考えており、技術エキスパートとの交流を好み、その仕事に深い理解を示す。また、Constraint-and-attribute-based security system for controlling software component interaction をはじめとする特許の共著者でもある。なお、この特許は現在開発中であるKaspersky LabのセキュアOSの心臓部である。

## プライベート
現在は3人目の妻と同居しており、3人の子供がある。その1人であるイワンは、2011年に誘拐されたが3日後に解放された。
個人資産は2011年時点で8億と見積もられる。「私は会社と、モスクワの家と、BMWを持っている。それ以上は必要ない」としているが、フォーミュラ1レースとフェラーリのファンであり、F1レースには定期的に通っている。スピードを愛する傾向は、2010年にイタリアのAF Corse Ferrariのスポンサーとなったことや、2011年にフォーミュラ1レーシング チームであるスクーデリア・フェラーリのスポンサーを開始したところにも表れている。現在もスクーデリア・フェラーリへのスポンサーは継続している。2013年4月、Kaspersky LabはエンドポイントITセキュリティに関する5年契約をフェラーリと締結した。
性格は、大胆で陽気と描写されており、ステージ上ではカリスマ的存在感があると評される。自身は「自分は最も幸せな人間の一人だと思う。趣味で始めたことが仕事になって、もう長いので」と述べている。
仕事柄、出張が多いため、行く先々について自身のブログで記述している（セキュリティ関連の記事もある)。異国情緒のある土地も好んで訪れるが、お気に入りのひとつであるロシア極東のカムチャツカ半島は数回訪れている。

## 受賞歴
2012年、プリマス大学で科学の名誉博士号を授与される。同年、CRN誌の「イノベーター・トップ25」に選ばれる。
その他、主な受賞歴は以下のとおりである。
- Top-100 Global Thinker, Foreign Policy Magazine - 2012
- Technology Hero of the Year, V3 - 2012 [18]
- Top-100 Executive in the IT Channel, CRN - 2012 [19]
- World’s Most Powerful Security Exec, SYS-CON Media - 2011 [20]
- Business Person of the Year, American Chamber of Commerce in Russia - 2011 [21]
- Outstanding Contribution to Business Award, CEO Middle East - 2011 [22]
- CEO of the Year, SC Magazine Europe - 2010 [23]
- Lifetime Achievement Award, Virus Bulletin - 2010 [24]
- Strategic Brand Leadership Award, World Brand Congress - 2010 [25]
- Runet Prize (Contribution to the Russian-Language Internet), the Russian Federal Agency for the Press and Mass Communications - 2010 [26]

## その他事項
重要インフラストラクチャーに対して起こり得る最悪のサイバー攻撃について、何年にもわたり憂慮を表明してきた。また、サイバー戦争状態の深刻化を国際社会にとっての「行動のきっかけ」であるとし、サイバー兵器 不拡散条約の理念を支持する。
カスペルスキーは世界中を定期的に回り、サイバー戦争の危険や増加するセキュリティ脅威へ対抗するための国際的アクションの必要性を説いている。 また、サイバー世界における課題に立ち向かうには、サイバーセキュリティ関連の教育、つまり一般的コンピューター利用者およびITセキュリティ担当者の双方に対する教育が重要としている。さらに、世界的なサイバーセキュリティ標準およびポリシーを取り入れる取り組みや、政府と業界の協力体制についても推進している。
「民間部門、特にITやセキュリティに関連する業界やITセキュリティが長く重要事項である特定の重要産業界は、サイバー紛争の前線における豊富な経験を有している。公的機関はこうした経験に触れることで大きなメリットを得るだろう」
また、選挙の投票活動、オンラインバンキング、公的機関とのやりとりなど重要な通信に際してのインターネットID活用の概念を支持している。曰く「World Wide Webは3つのゾーンに分けるべきだと考えている。重要な処理が行われるゾーンはレッド・ゾーン、つまりインターネットIDが必須なゾーンである。続いて、最小限の認証が必要なイエロー・ゾーン。これはたとえばアルコールやアダルト向けグッズを扱うオンラインショップでの年齢認証などに関する認証である。最後はグリーン・ゾーン、これはブログやSNS、ニュースサイトやチャットなど、言論の自由に関連するゾーンであり、認証は必要とされない」
ジャーナリストのノア・シャクトマンは2012年、ユージン・カスペルスキーがクレムリンとつながりがあるとWIREDの記事で主張した。カスペルスキーはその疑惑を否定している。
ユージン・カスペルスキーは、IMPACT(対サイバーテロ国際多国間提携) International Advisory Boardの一員である。
2013年3月、ロナルド・ノーブル氏（国際刑事警察機構 事務総長）および中谷昇氏（INTERPOL Global Complex for Innovation (IGCI)エグゼクティブ・ディレクター）、ユージン・カスペルスキーとの会談により、Kaspersky Labは、インターネットの安全を守るための取り組みとしてIGCIと緊密に連携していくことを正式に合意した。

## 関連書籍
著書：
- MS-DOS Viruses (ロシア語)(1992)
- Travel Notes 2006 (ロシア語)[38]
- New Year at the South Pole (英語) (2010)[39]
- Muchas Pictures  (英語) (2011) [40]
- The Top-100 Places on Earth (2012) (ロシア語) [41]

伝記：
- The Kaspersky Principle - Vladislav Dorofeev and Tatiana Kostileva, Kommersant Publishing House (2011) (ロシア語)